# 紀元前29世紀

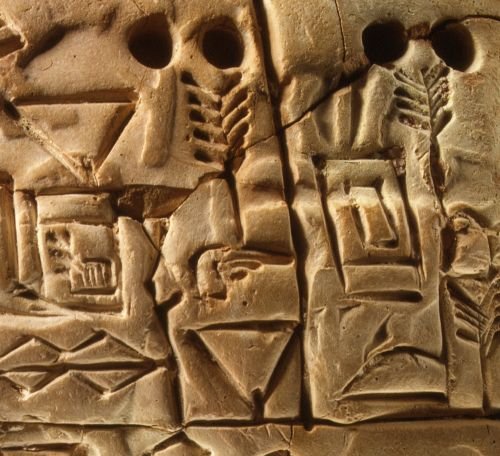
ジェムデト・ナスル期に刻まれた行政文書の粘土板（メトロポリタン美術館蔵）。

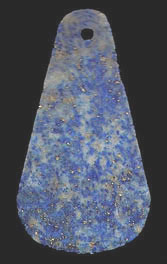
メソポタミアのラピスラズリのペンダント。ラピスラズリは有史時代以前からアフガニスタン東北部で産出され交易路を通じてオリエント各地に運ばれていた。

紀元前29世紀（きげんぜんにじゅうきゅうせいき）は、西暦による紀元前2900年から紀元前2801年までの100年間を指す世紀。

## 出来事
- 紀元前2900-2800年頃
  - メソポタミアのシュメールでジェムデト・ナスル期が終わり初期王朝時代へ移行。
    - シュメール都市国家同士の抗争が続き、ウルクやキシュに続きウルやラガシュが勃興する。
- 紀元前2900-2750年頃
  - 「シュメール王名表」に記録された「大洪水」が起きたと想定されている。
    - 大洪水以前にシュメールの王権はエリドゥ、バド・ティビラ、ララク、シッパル、シュルッパクを移動したとされる。
    - 大洪水以後に最初に王権が確立したとされるのはキシュ（キシュ第1王朝）で「生誕の草」を求めたエタナ王らがこの王朝に帰属する。
- 紀元前2900-2600年頃 - 1932年に発掘され現在シカゴ大学で所蔵されている像が作られ、エシュヌンナに奉納された。
- 紀元前2900-2400年頃
  - シュメール人のピクトグラムから表音文字ができた。
  - 北ヨーロッパで球状アンフォラ文化から戦斧文化（縄目文土器文化（コーデッドウェア文化））が展開する。
- 紀元前2900-2300年頃 - ミノア文明は前宮殿時代（土器編年EM II期）。
- 紀元前2900年頃 - 遼河文明の紅山文化が衰退する。
- 紀元前2897年 - ベトナムの伝説上の王の雄王が文郎国を建国したとされる。
- 紀元前2890年頃
  - エジプトでファラオのカアが死去し、第1王朝が終了。
    - ヘテプセケメイが統治を開始し、第2王朝が始まる。
    - 王墓に大規模な人数の殉葬を行う習慣は第1王朝のカア王を最後とし、第2王朝には継承されていない。
- 紀元前2852年 - 中国で三皇五帝時代が始まった。
- 紀元前2832年 - カリフォルニア州にあるブリストルコーン・パイン（英語版）の老木メトシェラが生まれた。
- 紀元前2874年頃 - エジプトで1年を30日ずつの12ヶ月と5日の閏日とする365日制の暦ができた。
- 紀元前2807年頃 - 5月10日頃の日食の日に、アフリカ大陸と南極大陸の間に小惑星または彗星が落下したということが、洪水伝説の分析から推定される。

## 主な人物
- 伏羲（在位：紀元前2852年-紀元前2738年） - 古代中国神話に登場する神または伝説上の帝王